# Elaphognathia bacescoi
Elaphognathia bacescoi là một loài chân đều trong họ Gnathiidae. Loài này được Kussakin miêu tả khoa học năm 1969.